# Rijssen
Rijssen (prononcé en néerlandais : [ˈrɛisə(n)] ; en bas saxon : Riesn) est une ville néerlandaise située dans la commune de Rijssen-Holten, en province d'Overijssel. Au 1er janvier 2021, la ville compte 28 815 habitants.

## Histoire
Le 1er janvier 2001, la commune de Holten, jusque-là indépendante, est rattachée à celle de Rijssen. Au 1er janvier 2003, la commune nouvelle ainsi formée est renommée Rijssen-Holten.

## Transport
La ville de Rijssen est desservie depuis 1888 par la gare de Rijssen sur la ligne ferroviaire de Deventer à Almelo, exploitée par Nederlandse Spoorwegen (NS).

## Galerie

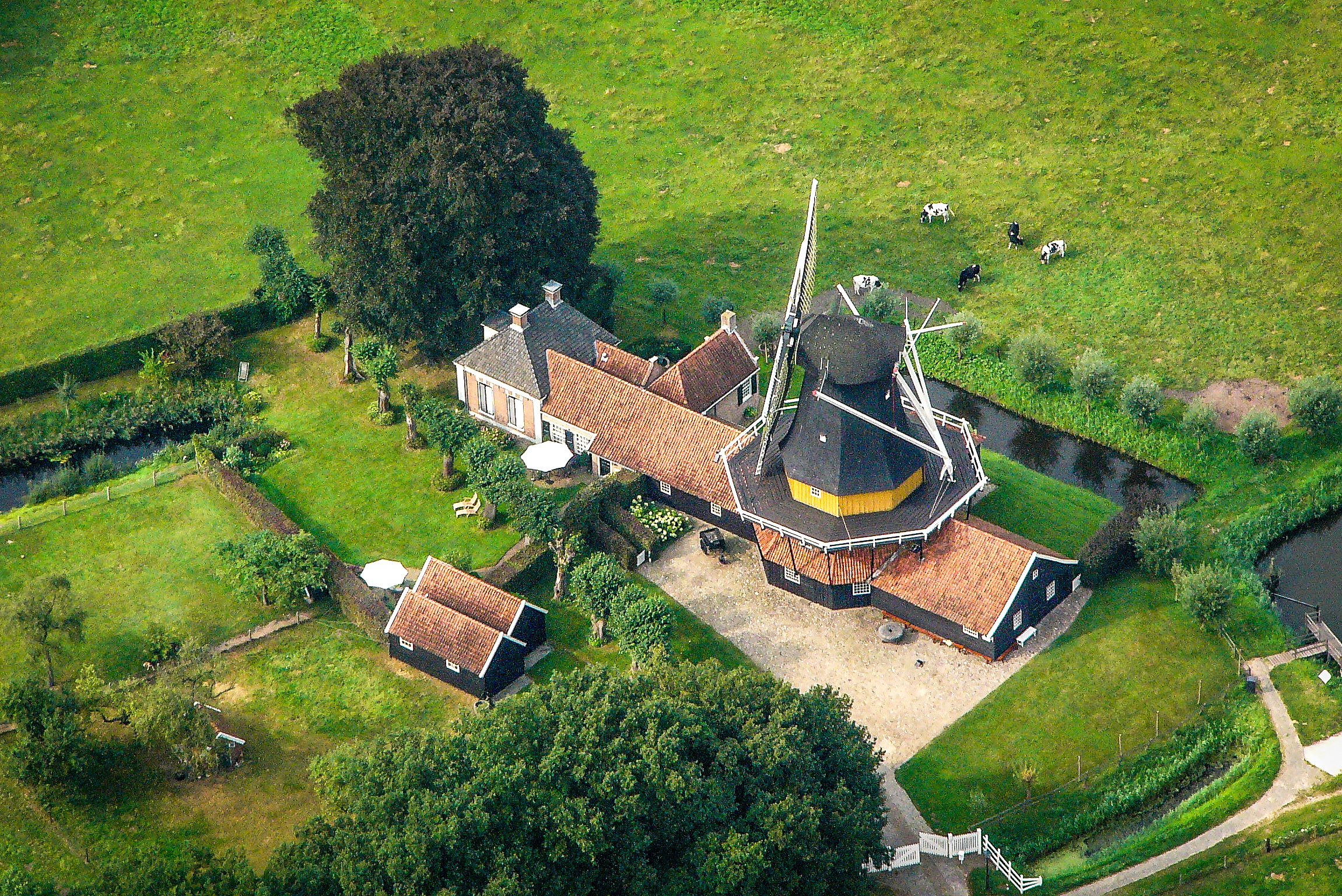
Pelmolen Ter Horst.
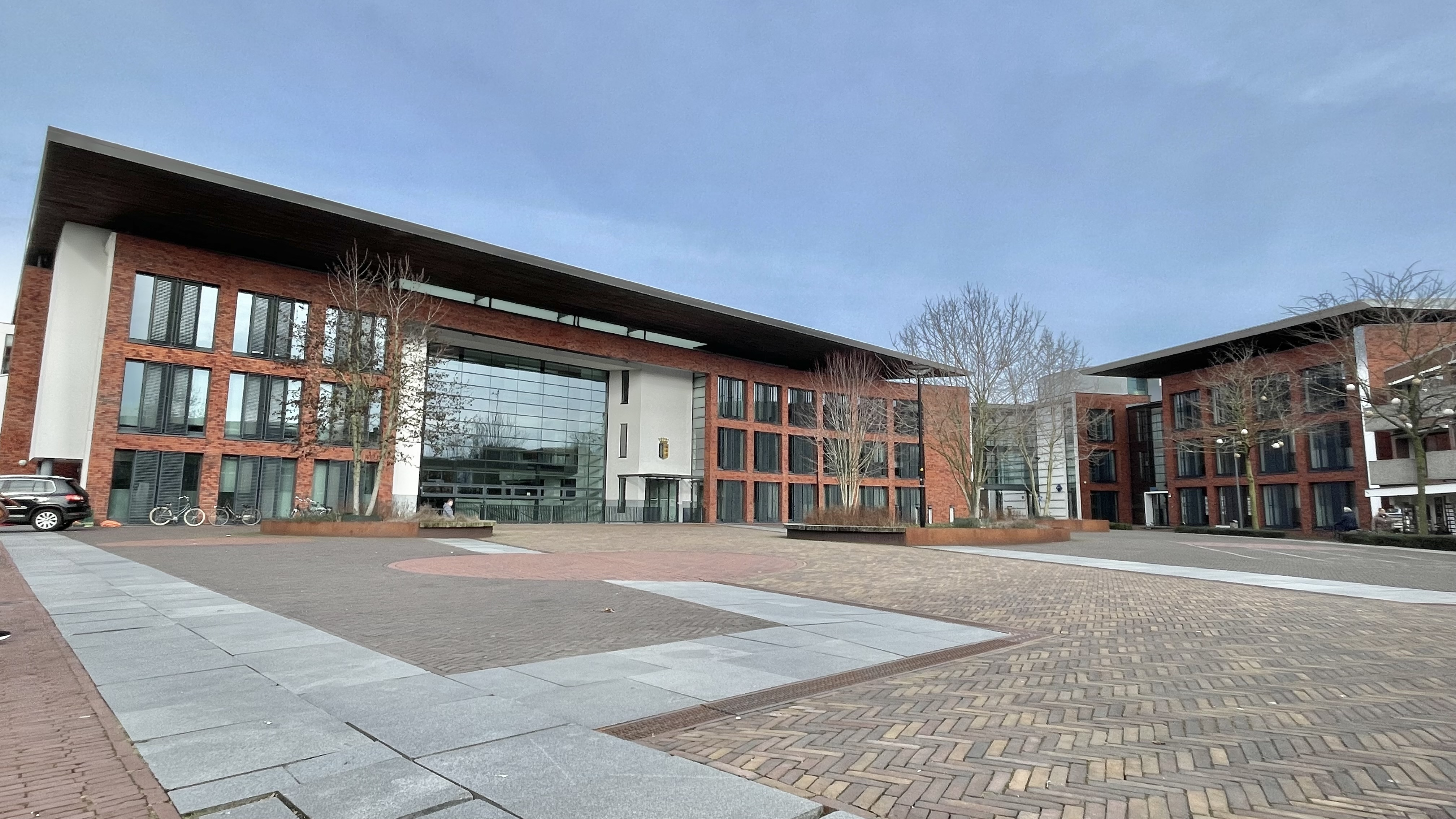
Hôtel de ville et place de l'Europe.

## Personnalités liées à Rijssen
- Marcel Zwoferink, acteur, né en 1971 à Rijssen.
- Engelbert Terton (1676-1752), facteur de flûte, né à Rijssen.